# Sonny Hertzberg
Sonny Hertzberg (født 21. april 1995) er en dansk ishockeyspiller. Han spiller i øjeblikket for Aalborg Pirates.

## Aalborg Pirates (2017-18)
Han spillede 9 kampe og scorede 1 mål.